# Camp de l'Escopeter
El Camp de l'Escopeter és un paratge de camps de conreu del terme municipal de Sant Quirze Safaja, de la comarca del Moianès. És a la part septentrional del terme municipal, a l'extrem sud-oest de la Serra de la Codina, a ponent del Collet de l'Escopeter i al sud-est de la Baga de la Corona. És a la carena que separa el torrent de la Rovireta, a llevant, del torrent de l'Espluga.